# Borgo Rivola
Borgo Rivola (Rìvla in romagnolo) è una frazione del comune di Riolo Terme in provincia di Ravenna con una popolazione di circa 500 abitanti. È bagnata dal torrente Senio, affluente di destra del fiume Reno. 
La frazione si trova all'interno del Parco regionale della Vena del Gesso Romagnola e nel sottosuolo del territorio è presente il giacimento della "Vena del Gesso", dal 2023 riconosciuta Patrimonio dell'umanità dall'Unesco come parte del sito "Carsismo nelle evaporiti e grotte dell'Appennino settentrionale".
Proprio a Borgo Rivola, sulle pendici del Monte Rotondo, si trova la cava sfruttata dalla Saint-Gobain da cui viene estratto a cielo aperto l'omonimo minerale, qui utilizzato soprattutto per la produzione di pannelli in cartongesso. Sulla vena del gesso e in particolare su Monte Rotondo si aprono numerose grotte carsiche, tra cui la più famosa è la Grotta di Re Tiberio, lunga oltre quattro chilometri, i cui primi rilevamenti sono stati effettuati all'inizio del Novecento. La grotta fu usata come sito di sepoltura tra il III e il II millennio a.C.  Vi sono state trovate tracce di un insediamento romano risalente al secc. I a.C./ VI d.C.
Dal 2022, nei pressi di Monte Rotondo e della Grotta di Re Tiberio, è stato aperto il Centro visite e museo sul carsismo e la speleologia per conoscere il carsismo e valorizzare le peculiarità archeologiche e naturali del territorio.
A Borgo Rivola è inoltre presente la Chiesa dei Santi Stefano e Martino, costruita nel 1690.
A pochi passi dal Centro visite e in posizione sopraelevata, a Sasso Letroso, si trovano la chiesa del XVII secolo di San Benedetto e i resti del Castello di Sassatello.

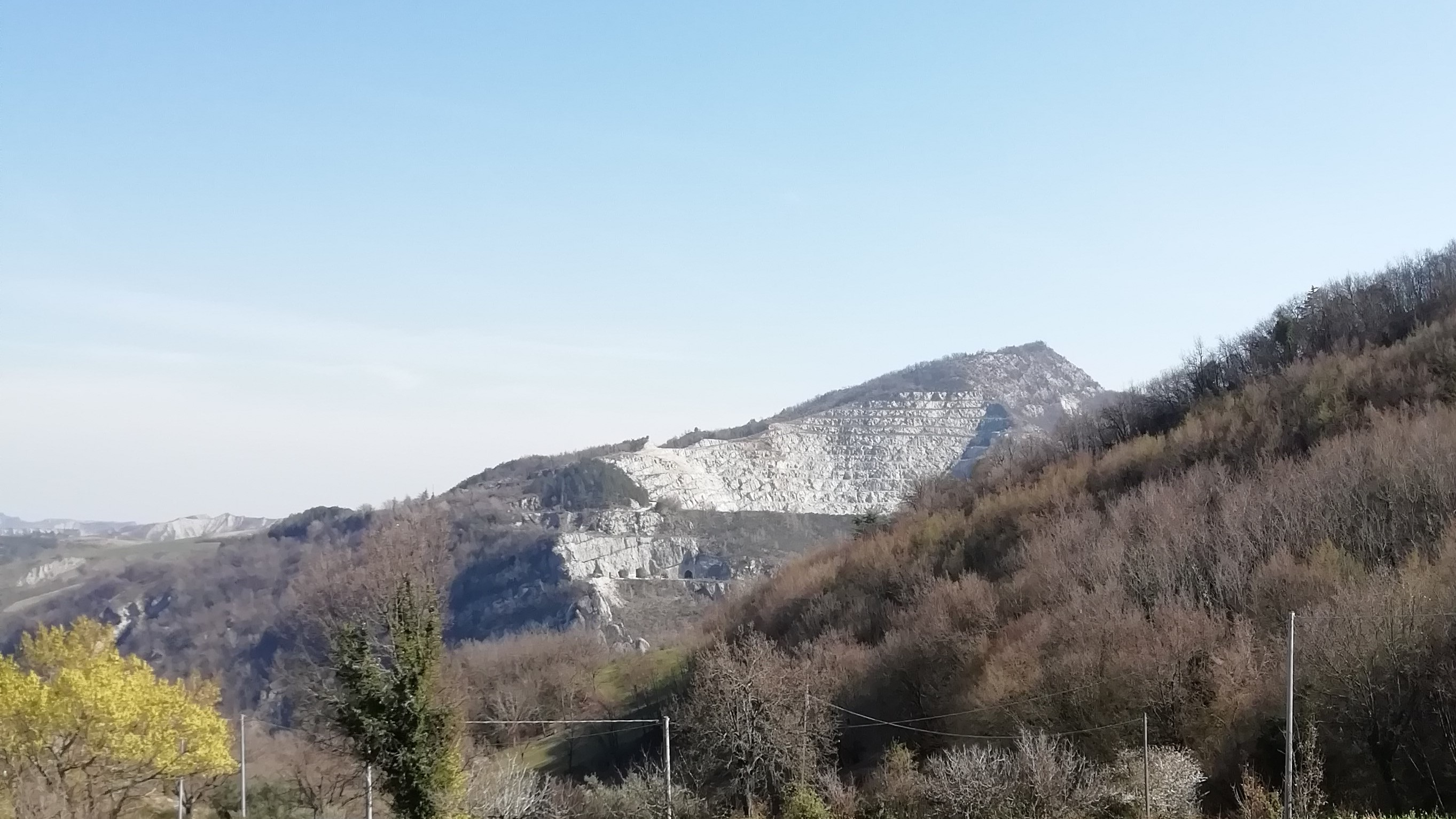
La Cava di gesso di Monte Rotondo
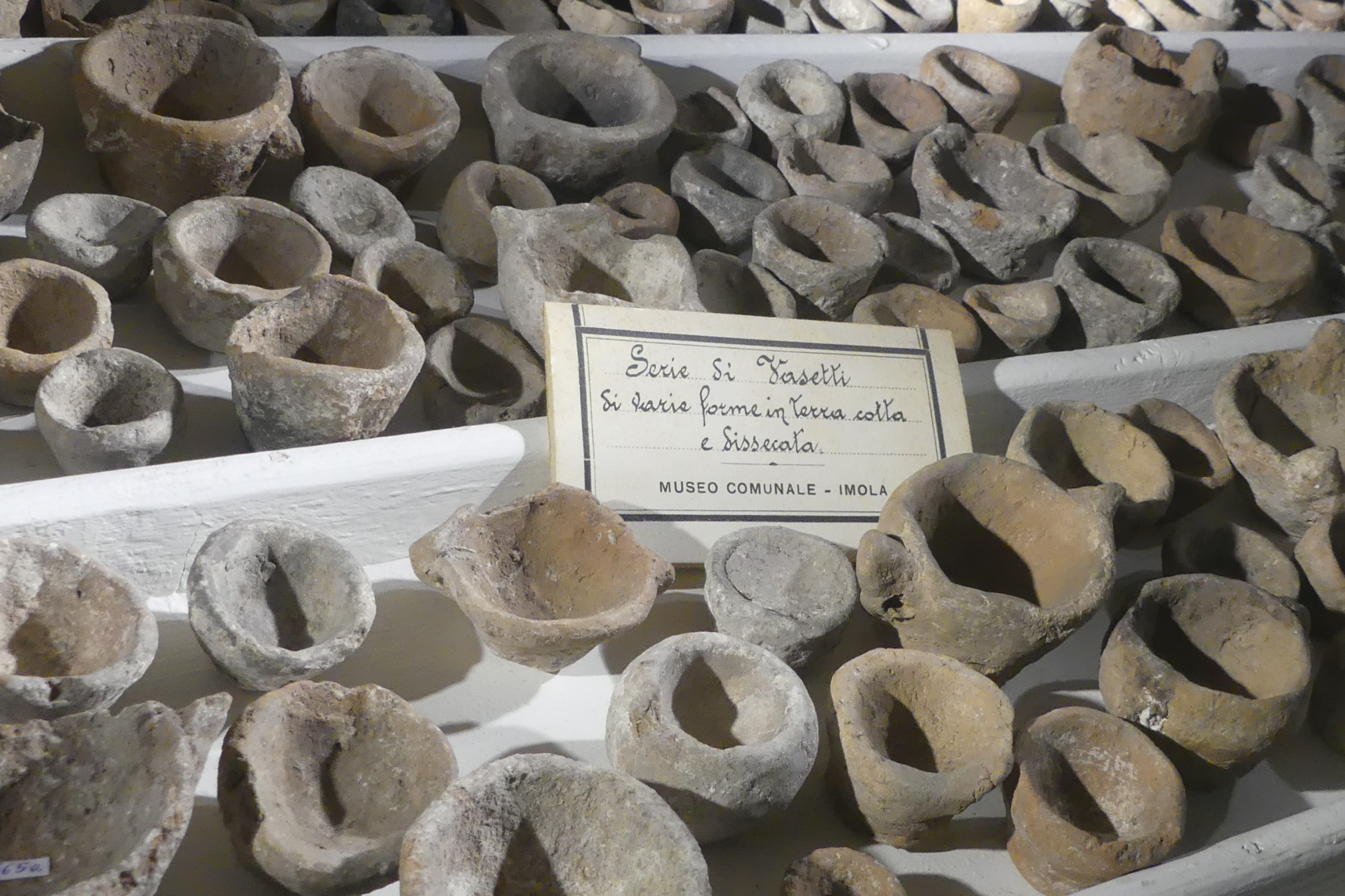
Vasetti per offerte votive dalla grotta di Re Tiberio, coll. Giuseppe Scarabelli nel Museo di San Domenico (Imola)
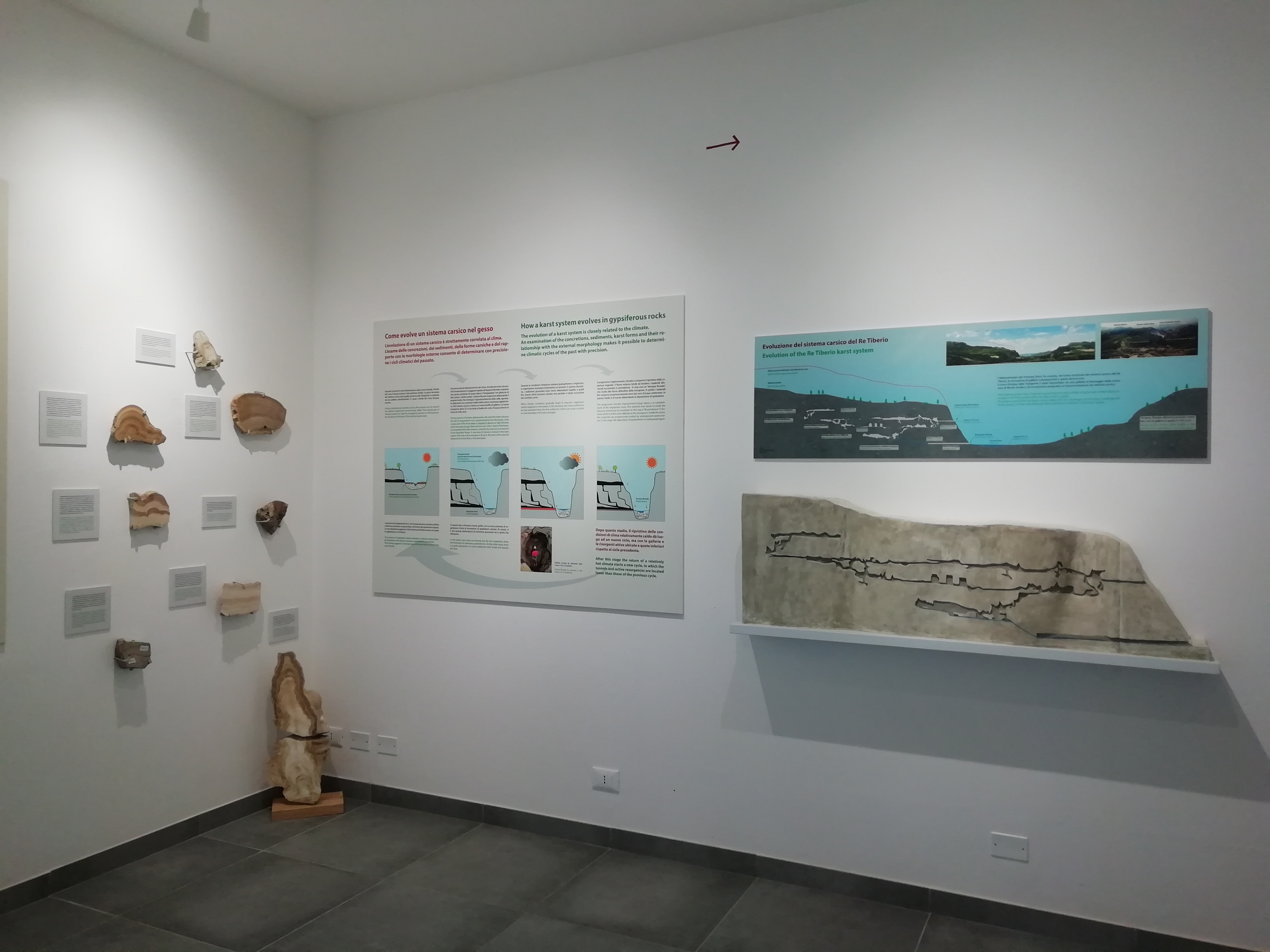
Evoluzione del sistema carsico del Re Tiberio e speleotemi al Centro visite e museo sul carsismo e la speleologia di Borgo Rivola